# Emil E. Kobi
Emil Erich Kobi (* 20. April 1935 in Kreuzlingen; † 13. April 2011 in Luzern) war ein Schweizer Heilpädagoge.

## Leben und Wirken
Emil E. Kobi absolvierte das Lehrerseminar. Anschliessend bildete er sich zum Sonderschullehrer weiter, gefolgt von einem Studium der Pädagogik, Philosophie, Heilpädagogik, Psychologie, Verhaltensbiologie, Religionsgeschichte sowie Psychopathologie an den Universitäten Zürich, Wien und Tübingen. Zu seinen akademischen Lehrern gehörten u. a. Paul Moor, Fritz Schneeberger, Otto Friedrich Bollnow und Eduard Montalta. Während seiner Studien war er hauptberuflich als klinischer Heilpädagoge in Basel tätig. 1963 promovierte er mit der Arbeit Das Tagträumen bei Kindern und Jugendlichen bei Paul Moor. Anschliessend arbeitete Kobi u. a. als Dozent für Psychologie, Pädagogik und Heilpädagogik am Lehrerseminar der Stadt Basel sowie als Dozent, Referent des Verbandes Heilpädagogischer Ausbildungsinstitute der Schweiz. 1971 habilitierte er sich für das Fachgebiet Heilpädagogik an der Universität Basel. In seiner Antrittsvorlesung vom 12. Juni 1972 sagte er über die Heilpädagogik:

„Die Heilpädagogik ist, wie kaum ein Wissenschaftszweig, in ihrem Fortbestand und in ihrer Entwicklung abhängig von der grundsätzlichen Bereitschaft der menschlichen Sozietät, auch dem schwächsten, unrentabelsten und störendsten ihrer Glieder eine Existenzberechtigung zuzubilligen. Damit die Heilpädagogik tatsächlich zu einem tragenden Fundament gelangen kann, dazu reichen wissenschaftliche Methoden und Fakten nicht hin: Was wir benötigen, ist nichts Geringeres, als eine neue, umfassende Wahrheit vom Menschen, eine neue Ethik und Ästhetik, in der auch das Unverständliche, das Abtrünnige, das Unveränderbar-Unpässliche und absurde ausgehalten, gehalten und erhalten wird.“

Kobi verstand die Heilpädagogik als „Schattenwurf und Grenzbereich einer kulturgeschichtlich jeweils massgebenden (Regel-)Pädagogik“, die in der „Folge generell auf un-konventionelle Neukalibrierungen sinnstiftender Rahmenbedingungen, orientierender Wertperspektiven und handlungswirksamer Zwecksetzungen“ angewiesen ist. Dabei liegt die Basis der Heilpädagogik „in einer Teratologie“, das heisst in einer „Lehre vom Missgestalteten, Normabweichenden, Unerwünschten“ und setzt sie sich gleichzeitig mit der Frage auseinander, „wie eine konkrete Gesellschaft und Epoche das aus deren Sicht Erwartungs-, Norm- und Wertwidrige, das Unzweckmässige, Gestörte und Unproduktive... zu kultivieren, d. h., sich damit in ein integrales Verhältnis zu setzen vermag“.
Seine Definition von Verhaltensstörung war seinerzeit für die Heilpädagogik geradezu regelwidrig: Kobi war der Ansicht:

„Ein Kind ist normalerweise durch gestörte Verhältnisse störbar und wird dadurch in seinem Verhalten in störender Weise gestört ('verhaltensgestört'), Verhaltensgestörtheit ist somit Ausdruck von Normalität. Ein Kind, das durch gestörte Verhältnisse in seinem Verhalten nicht (mehr) gestört wird, erscheint abnorm, Verhaltenskonformität ist somit Ausdruck von Normopathie. In störender Gestörtheit zum Ausdruck gelangende Störbarkeit ist ein positives Zeichen von Wandelbarkeit“

Bis zu seiner Emeritierung im September 1999 leitete Kobi das Institut für Spezielle Pädagogik und Psychologie der Universität Basel:

„An diesem Institut lehrte und forschte Prof. Dr. Emil E. Kobi. Dabei lag ihm die Ausbildung von Sonderklassenlehrern, Logopädinnen, gemeinsam auch mit weiteren Fachschulen wie der Höheren Fachschule für Sozialwesen und Gymnastikdiplomschule, sehr am Herzen. Eine bedeutende Rolle spielten die Heilpädagogische Früherziehung, Integration, die Heilpädagogische Diagnostik und motorische Ausbildung. Kobis spezielle Interessen- und Forschungsgebiete waren vor allen anthropologische und interkulturelle heilpädagogische Fragestellungen.“

Neben seiner universitären Tätigkeit war Kobi noch wissenschaftlicher Berater sowie Dozent am Institut für Lerntherapie. Zudem veröffentlichte er zahlreiche Monographien und Fachzeitschriftenbeiträge. Viele seiner wissenschaftlichen Werke fanden grösste wissenschaftliche Beachtung und Resonanz und erreichten sehr hohe Auflagen. Wohl seine bedeutendsten Werke waren Grundfragen der Heilpädagogik. Eine Einführung in heilpädagogisches Denken, Heilpädagogische Daseinsgestaltung, Heilpädagogik in Abriß, Diagnostik in der heilpädagogischen Arbeit sowie Grenzgänge: Heilpädagogik als Politik, Wissenschaft und Kunst.
Emil E. Kobi war mit Regine Kobi, geb. Haffter, verheiratet. Das Ehepaar hatte drei Kinder.
Sein wissenschaftlicher Nachlass befindet sich im Internationalen Archiv für Heilpädagogik des Berufs- und Fachverband Heilpädagogik (BHP e.V.).

## Werke
- Das Tagträumen bei Kindern und Jugendlichen, Bern 1963
- Die Erziehung zum Einzelnen. Eine Skizze zum Problem existenzieller Erziehung ausgehend von Romain Rollands "Jean Christophe", Frauenfeld 1966
- Das legasthenische Kind, Solothurn 1967
- Heilpädagogik im Abriß, München 1977
- Heilpädagogik als Herausforderung, Luzern 1979
- Grundfragen der Heilpädagogik. Eine Einführung in heilpädagogisches Denken, Basel 1983
- Als Herausgeber: Zum Verhältnis von Pädagogik und Sonderpädagogik. Luzern 1984.
- Heilpädagogische Daseinsgestaltung, Luzern 1988
- Diagnostik in der heilpädagogischen Arbeit, Luzern 1990
- Zur heimlichen Unheimlichkeit von Heimen. Heilpädagogische Reflexionen zum System Subsidiärer Residenzen, Luzern 1994
- Grenzgänge: Heilpädagogik als Politik, Wissenschaft und Kunst, Bern 2010
- Personale Heilpädagogik. Kulturanthropologische Perspektiven, Berlin 2010